# Anolis benedikti
Anolis benedikti — вид ігуаноподібних ящірок родини анолісових (Dactyloidae). Мешкає в Панамі і Коста-Риці.

## Поширення і екологія
Anolis benedikti мешкають в горах Кордильєра-де-Таламанка на крайньому сході Коста-Рики і в Панамі. Вони живуть в гірських тропічних лісах, трапляються на галявинах. Зустрічаються на висоті від 1640 до 2390 м над рівнем моря.